# Curtis Mitchell
Pour les articles homonymes, voir Mitchell.
Curtis Mitchell (né le 11 mars 1989 à Daytona Beach) est un athlète américain, spécialiste du 200 mètres.

## Biographie
Deuxième du 200 m lors des championnats des États-Unis juniors de 2008, il se classe quatrième des championnats du monde juniors de Bydgoszcz en Pologne, en portant son record personnel en demi-finale à 20 s 74. 
Étudiant à l'Université Texas A&M, il remporte les titres du 200 m et du relais 4 × 100 m lors des championnats NCAA en salle de 2010. Il établit par ailleurs la meilleure performance mondiale en salle sur 200 m, en signant le temps de 20 s 38 à Fayetteville. Plus tard dans la saison, aux Championnats de la NACAC des moins de vingt-trois ans, à Miramar en Floride, il descend pour la première fois de sa carrière sous les 20 secondes au 200 m (19 s 99, + 2,0 m/s), et remporte la médaille d'or.
En juin 2013, Curtis Mitchell se classe troisième des championnats des États-Unis de Des Moines, derrière Tyson Gay, son partenaire d’entrainement, et Isiah Young, en égalant son record personnel sur 200 m de 19 s 99 (+ 1,6 m/s).

### Palmarès

#### International
| Date | Compétition               | Lieu             | Résultat | Épreuve   | Temps   |
| ---- | ------------------------- | ---------------- | -------- | --------- | ------- |
| 2013 | Championnats du monde     | Moscou           | 3e       | 200 m     | 20 s 05 |
| 2014 | Relais mondiaux de l'IAAF | Nassau           | finale   | 4 × 200 m | DQ      |
| 2014 | Ligue de diamant          | Ligue de diamant | 5e       | 200 m     | détails |
| 2015 | Relais mondiaux de l'IAAF | Nassau           | finale   | 4 × 200 m | DQ      |

#### National
- Championnats des États-Unis :
  - vainqueur du 200 m en 2014